# سیارک ۴۱۷۴
سیارک ۴۱۷۴ (به انگلیسی: 4174 Pikulia، نامگذاری:1982SB6) چهار هزار و صد و هفتاد و چهارمین سیارک کشف شده‌است که در ۱۶ سپتامبر ۱۹۸۲ کشف شد.
قدر مطلق سیارک برابر ۱۱٫۶۰ است.